# Färdas i drömmen och föreställningen
Färdas i drömmen och föreställningen är en prosalyrisk bok av Artur Lundkvist utgiven 1984.
I boken skildrar Lundkvist sina upplevelser av två månader i koma efter att ha drabbats av en hjärtattack. Det är en skildring av en medvetslöshetens färd i gränslandet mellan liv och död som rör sig i tvära kast mellan drömlika minnesfragment och den konkreta verkligheten. Visioner och föreställningar av fjärran länder och det förgångna blandas med intryck av vardagens ting och människor och mynnar ut i ett långsamt återvändande till livet.
| ” | Jag färdas och jag färdas inte, i minnet färdas jag där allt är sig likt och allt är sig olikt... Hur svårt det är att vakna till liv igen, hur lätt det är att bara färdas i drömmar och på nytt uppleva sådant som man redan upplevt förut eller sådant som man aldrig varit med om... | „ |

## Omdömen
Färdas i drömmen och föreställningen har kallats för "den märkligaste reseskildringen i svensk litteratur".

## Översättningar
Boken är översatt till danska (Færdes i drømmen og forestillingen, 1988), spanska (Viajes del sueño y la fantasia, 1989) och engelska (Journey in Dream and Imagination, 1991). De två senare med ett förord av den mexikanske författaren Carlos Fuentes.